# Francisco Molina
Francisco Molina Cornejo (Concepción, 25 de mayo de 1969), más conocido como Pancho Molina, es un baterista, percusionista y compositor chileno, especialmente conocido por su participación en la banda Los Tres, si bien la mayor parte de su carrera la ha desarrollado como músico de jazz, en su banda Los Titulares. Actualmente está en la banda Los Tres.

## Biografía
Pancho Molina es uno de los miembros fundadores de la banda Los Tres en los años 1980 en Concepción. Participó como baterista de esta banda hasta comienzos de los años 2000, con una cierta intermitencia para llevar a cabo estudios de jazz en Estados Unidos.
En 1991 se integró al grupo Ángel Parra Trío, junto con sus compañeros de grupo Ángel Parra y Roberto Lindl, con los que grabó en 1992 el primer disco homónimo de la banda.
En 1995 formó su proyecto personal, Pancho Molina y Los Titulares, con el que ha publicado tres álbumes: Los titulares (1998), Perseguidor (2001) y Bipolar (2003). Con esta banda ha cultivado estilos semejantes al swing, el bop y la improvisación. Posteriormente versionó en estilo de jazz canciones del trovador chileno Víctor Jara.
Actualmente es considerado uno de los principales referentes del jazz chileno.[cita requerida] Estudió en el Berklee College of Music. Además participó en la Banda Tributo a Chile junto a la cantante mexicana Mili Bermejo, el bajista Dan Greenspan, el pianista Nando Michelin y el saxofonista de Patricia Zárate. De sus presentaciones en Boston, han sido invitados a participar en el Panamá Jazz Festival creado por el connotado pianista Danilo Pérez.
En 2016 regresó a Chile, radicándose en Concepción, su ciudad natal, donde vive actualmente.

## Discografía

### Solista
- 2011: Open For Business
- 2012: La continuación del sonido
- 2017: Oración

### Los Titulares
- 1998: Los titulares
- 2001: Perseguidor
- 2003: Bipolar

### Los Tres
- 1991 - Los Tres
- 1993 - Se remata el siglo
- 1995 - La espada & la pared
- 1996 - La Yein Fonda
- 1996 - MTV Unplugged
- 1997 - Fome
- 1999 - La sangre en el cuerpo
- 2000 - Freno de Mano